# Trupanea lilloi
Trupanea lilloi
 es una especie de insecto díptero que Aczel describió científicamente por primera vez en el año 1953.
Esta especie pertenece al género Trupanea de la familia Tephritidae.